# William Philip Hiern
William Philip Hiern, né le 19 janvier 1839 et mort le 28 novembre 1925, est un mathématicien et botaniste anglais.

## Biographie
Hiern poursuit ses études de mathématiques au St John's College (Cambridge) de 1857 à 1861. Plus tard, il suit des cours en 1886 à l'université d'Oxford.
Il s'installe dans le Surrey après son mariage et s'intéresse à la botanique. Il déménage en 1881 au manoir de Barnstaple dans le Devonshire. Il y mène la vie de la gentry locale en prenant des responsabilités, comme celle de Lord of the Manor du village de Stoke Rivers à proximité, ou alderman du comté du Devon.
Il est élu membre de la Royal Society en 1903.
William Philip Hiern a publié une cinquantaine d'ouvrages concernant la botanique, l'un des plus importants étant le catalogue des plantes africaines de Welwitsch.
Le genre Hierna de la famille des Scrophulariaceae lui a été dédié, ainsi que Ixora hiernii (buisson tropical sempervirent), Schefflera hierniana ou Pavetta hiernania, ainsi qu'une sous-espèce de Coffea canephora (var. hiernii).

## Source
- (en) Cet article est partiellement ou en totalité issu de l’article de Wikipédia en anglais intitulé « William Philip Hiern » (voir la liste des auteurs).